# Mega
MEGA (рекурсивний акронім від англ. MEGA Encrypted Global Access) — новозеландський файлообмінник Кіма Доткома. Відкрито рівно через рік після закриття сервісу Megaupload. Mega шифрує весь контент безпосередньо в браузері за допомогою алгоритму AES. Користувачі можуть передавати один одному файли в зашифрованому вигляді, при цьому всі дані зберігаються в «хмарі». Ключі доступу до файлів не публікуються у відкритому доступі, а поширюються за схемою Friend-to-Friend, між користувачами, які довіряють один одному.

## Можливості
- Зберігання до 20 ГБ інформації для безкоштовних акаунтів (платне розширення від 500 ГБ до 4 ТБ)
  - Можливість автоматичної синхронізації, при установці відповідного ПЗ з боку клієнта (для Windows та Windows Phone Store, Mac OS та App Store, Linux та Android).
  - Окремі додатки для переглядачів Firefox та Google Chrome для ще більш надійного шифрування даних.
- Зручний інтерфейс.
  - Підтримка структури тек.
  - Перегляд ескізів.
- Надання доступу для інших користувачів.
- Шифрування всіх даних на стороні клієнта за допомогою алгоритму AES
- Оплата платних послуг відбувається через реселерів за допомогою PayPal, VISA, MasterCard або криптовалюти Bitcoin.

## Критика
Сервіс критикувався експертами з криптографії через фактичну відсутність довіреного об'єкта на стороні користувача, хоча шифрування відбувається на стороні клієнта за допомогою javascript, цей код щоразу заново завантажується з сервера і в будь-який момент може бути підмінений без попередження, наприклад в результаті злому сервера третьою стороною.